# پری نوارعاجی
پری نوارعاجی (نام علمی: Macrothemis imitans)، گونه‌ای از تیرهٔ آسیابکان (Libellulidae) است که در آمریکای مرکزی، آمریکای شمالی و آمریکای جنوبی یافت می‌شود.